# Nupedia

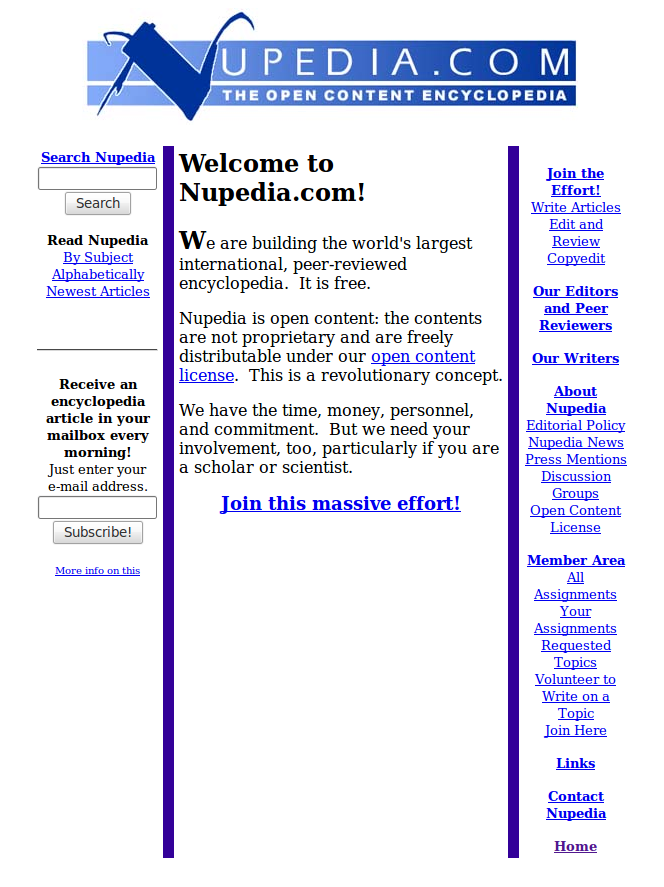

Nupedia was een online encyclopedie op nupedia.com. Het doel was het creëren van de grootste encyclopedie in de geschiedenis van het internet, en ook de beste: inhoudelijk excellerend; vrij publiceerbaar onder GNU FDL-licentie (tot januari 2001 onder de eigen Nupedia Open Content License); gedegen geredigeerd; internationaal; objectief; actueel en toch hanteerbaar.
Nupedia was het eerste encyclopedieproject van Jimmy Wales, met Larry Sanger als hoofdredacteur. Het ging in de lente van 2000 van start. Aan Nupedia konden uitsluitend artikelen worden toegevoegd die waren beoordeeld door een groep redacteuren (collegiale toetsing). Dit liep niet erg goed en ook waren veranderingen niet te bekijken, zoals nu wel het geval is bij Wikipedia. Sanger maakte kennis met het wiki-concept, en stelde op 10 januari 2001 voor dit te gebruiken voor Nupedia, als voorstadium van de definitieve goedgekeurde versie van een artikel.
In datzelfde jaar kwam een op wiki-software draaiende versie van Nupedia tot stand, die Wikipedia werd genoemd. Deze kende veel verbeteringen ten opzichte van Nupedia - zo kon men nu bijvoorbeeld ook vorige versies van een artikel bekijken. Nupedia raakte al snel door Wikipedia overvleugeld en hield in september 2003 op te bestaan. Er waren toen 25 artikelen voltooid, en er waren 74 in voorbereiding. Een deel van de artikelen werd toegevoegd aan Wikipedia.